# Adriana Vasini
Adriana Cristina Vasini Sánchez, (Maracaibo, Estado Zulia, Venezuela; 30 de julio de 1987) es una doctora y exreina de belleza venezolana, ganadora de diferentes títulos como el Miss Venezuela Mundo 2009, Miss Zulia 2009//Miss Leones del Caracas PF 2012 y en el Reina Hispanoamericana 2009. Ella representó a Venezuela en el Miss Mundo 2010 en Sanya, Hainan, República Popular de China. Vasini, que posee 1.78 m (5'10") de altura, compitió en el concurso nacional de belleza Miss Venezuela 2009, el 24 de septiembre de 2009 y obtuvo el título de Miss Venezuela Mundo Representando al estado Zulia.

## Biografía
Hija de una exreina de la Feria de la Chiquinquirá, comenzó a modelar a los 16 años en Maracaibo con la diseñadora Miriam Rodríguez, y más tarde con Douglas Tapia, Mayela Camacho, Navys Vielman Nidal Noahed, entre otros. Después de ello Vasini ingresó a estudiar Medicina en  LUZ, de donde se graduó con honores como doctora en 2013.
Vasini Con su Carisma y Belleza logra Impresionar a los Jueces Para Obtener El Título de Miss Leones del Caracas PF 2012, Vasini Ese Gran 1 de enero de 2012 Puso sus manos en su pecho y dio Gracias a Dios Por dejarla ganar el Certamen, Las 3 Candidatas Ganadoras Fueron: Dayana Mendoza/Aragua 2.ª Finalista Irene Esser/Miranda 1a Finalista Y Adriana Vasini/Falcon Miss Leones del Caracas PF 2012 Este Título Fue Dado por la Miss Leones del Caracas PF 2012 Maria Criollo/Zulia. Vasini participó en el Miss Venezuela 2009 representando a su natal Zulia, donde obtuvo la banda de Belleza Integral “Miss Diva Parmalat”y Miss Internet a pesar de ser la máxima favorita logró la posición de Miss Venezuela Mundo (Primera Finalista), debido a un error con su traje de baño. Viajó a dos concursos internacionales: Al Miss Mundo 2010 y al Reina Hispanoamericana.
Ella ganó el concurso Reina Hispanoamericana 2009, en Santa Cruz (Bolivia), el 29 de octubre de 2009. El 30 de octubre de 2010, representó a Venezuela en el Miss Mundo 2010, donde obtuvo el puesto de 2.ª finalista quedando la concursante de Botsuana de 1.ª finalista y Miss Estados Unidos como Miss Mundo 2010.5
En las competencias de Miss Mundo 2010, Adriana se destacó en las pruebas de miss talento mundo, quedando entre las 10 mejores y en la competencia de miss mundo top models, quedó en el top 20. Fue embajadora de la organización miss mundo, ha viajado con miss mundo 2010 y la virreina, en distinguidos países como; Malasia, Corea, Australia, Kenia y Uk.
En noviembre de 2015 se casó con el doctor René Balza.
Trabajó en la Secretaría de Salud del Estado Zulia junto con su esposo.
En marzo de 2021 anunció que estaba esperando a su primer hijo y el 27 de agosto nació su hija Lara Balza Vasini.
Actualmente reside en Boston.